# Stephen Shennan
Stephen James Shennan (* Mai 1949) ist ein britischer Prähistoriker. Er gilt als einer der führenden Spezialisten für die europäische Prähistorie. Sein Forschungsschwerpunkt liegt in der Nutzung von Theorien und Methodik der Evolutionsbiologie in der Archäologie. Des Weiteren beschäftigt er sich mit prähistorischer Demografie und der Forschung zu prähistorischen sozialen und ökonomischen Institutionen.

## Leben
Shennan studierte Archäologie und Anthropologie an der University of Cambridge und erhielt einen Master of Arts. Dort erfolgte, bei dem Prähistoriker David Leonard Clarke, auch seine Promotion. Thema von Shennans Dissertation war die Glockenbecherkultur in Mitteleuropa. 1975 zog er nach Southampton und forschte dort zu prähistorischen Bernsteinfunden. Im Zuge dessen wurde er zum Hampshire Archaeological Field Officier ernannt und führte eine der ersten intensiven Feldbegehungen im Vereinigten Königreich durch. Anschließend lehrte er ab 1978 als Lecturer an der University of Southampton. 1995 erfolgte seine Berufung zum Professor. 1996 verließ Shennan die University of Southampton und wechselte an das University College London, wo er seitdem den Lehrstuhl des Professors für Theoretische Archäologie innehat. Von 2005 bis 2014 leitete er als Direktor das Institute of Archaeology der Universität.
Shennan erwarb sich im Laufe der Jahre einen Ruf als Spezialist für die europäische Prähistorie. Zu Beginn seiner akademischen Karriere forschte er vor allem zu der Kupfersteinzeit und der Bronzezeit Mitteleuropas. So untersuchte er während seiner Zeit an der University of Southampton vor allem die sozioökonomischen Aspekte selbiger. Von 1985 bis 1989 leitete er in den österreichischen Ostalpen die Ausgrabungen einer bronzezeitlichen Bergbausiedlung am Klinglberg bei St. Veit im Pongau. Seit den späten 1980er Jahren beschäftigt er sich des Weiteren zunehmend mit der Nutzung von Theorien und Methoden der Evolutionsforschung für archäologische Untersuchungen, mit besonderem Augenmerk auf der Rolle von demografischen Faktoren.
Im Juli 2006 wurde er zum Fellow der British Academy gewählt. Des Weiteren erhielt er 2010 die Rivers Medal des Royal Anthropological Institute of Great Britain and Ireland und ist seit 2013 Mitglied der Academia Europaea. 2015 erhielt er den Shanghai Archaeological Forum Research Award.
Shennan ist mit der Filmwissenschaftlerin Lúcia Nagib verheiratet.

## Veröffentlichungen (Auswahl)
- Stephen J. Shennan: Quantifying Archaeology. (1988)
- Stephen J. Shennan: Bronze Age Copper Producers of the Eastern Alps. (1995)
- Stephen J. Shennan: Genes, Memes and Human History: Darwinian Archaeology and Cultural Evolution. (2002, London: Thames and Hudson)
- John F. Cherry, Chris Scarre, Stephen J. Shennan [Hrsg.]: Explaining Social Change: Studies in Honour of Colin Renfrew. (2004, Cambridge: McDonald Institute for Archaeological Research)
- Ruth H. Mace, Clare J. Holden, Stephen J. Shennan: The Evolution of Cultural Diversity: A Phylogenetic Approach. (2005, UCL Press & Left Coast Press)
- Carl P. Lipo, Michael J. O’Brien, Mark Collard, Stephen J. Shennan: Mapping our Ancestors: Phylogenetic Methods in Anthropology and Prehistory. (2006, New Brunswick, NJ: Aldine Transaction)
- Robert Layton, Stephen J. Shennan, Peter Stone [Hrsg.]: A Future for Archaeology: The Past in the Present. (2006, London: UCL Press)
- Stephen J. Shennan: Pattern and Process in Cultural Evolution. (2009)
- Michael J. O’Brien, Stephen J. Shennan [Hrsg.]: Innovation in Cultural Systems: Contributions from Evolutionary Anthropology. (2010, Cambridge, MIT Press)
- Sue Colledge, James Conolly, Keith Dobney, Katie Manning, Stephen J. Shennan [Hrsg.]: The Origins and Spread of Domestic Animals in Southwest Asia and Europe. (2013, Walnut Creek US: Left Coast Press)
- Tim Kerig, Stephen J. Shennan [Hrsg.]: Connecting Networks: characterising contact by measuring lithic exchange in the European Neolithic. (2015, Oxford: Archaeopress)